# Rock, Rock, Rock (televíziós sorozat)
A Rock, Rock, Rock a dél-koreai KBS2 csatorna saját gyártású négy részes minisorozata, melyet a legendás koreai rockegyüttes, a Boohwal alapító-gitárosának, Kim Thevonnak az életéről készítettek No Minuval a főszerepben. 2010. december 11-én vetítették az első két epizódot, majd december 18-án az utolsó kettőt. A sorozat Kim életét általános iskolás korától 2003-ig követi végig. Kim cameoszerepben maga is feltűnik a sorozat végén.

## Történet
Kim Thevon (No Minu) hányatott sorsú, rossz tanuló gyerek. Egyetlen vigasza a rockzene, amivel nagybátyja ismertette meg. A kisfiú egy nap elcseni bátyja nem használt gitárját és autodidakta módon megtanulja játszani a Led Zeppelin egyik dalát. Középiskolás korára már híre megy a környéken, a helyi Jimmy Page-ként emlegetik. Heves vérmérséklete miatt azonban gyakran kerül bajba, emiatt mindenki huligánnak tartja. Úgy dönt, bebizonyítja, hogy lehet belőle rocksztár, és képes legyőzni az akkor már népszerű Sinawe együttes gitároslegendáját, Sin Decsholt. Ezért együttest alapít előbb The End, majd Boohwal (Feltámadás) néven, utóbbival kiadja első albumát, melynek első kislemeze, a Hija (희야) azonnal sláger lesz. A siker hamar Thevon fejébe száll és a tehetséges zenész megjárja a kábítószerek és a börtön poklát is.

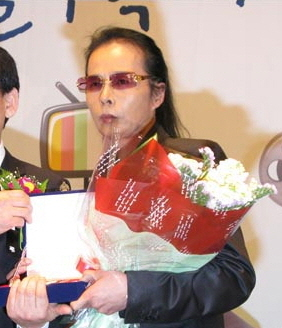
Az igazi Kim Thevon
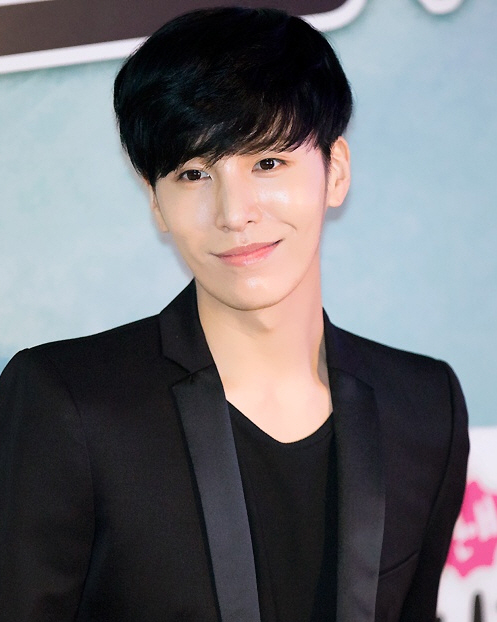
No Minu